# 1434 هـ
1434 في التقويم الهجري هو العام الذي بدأ مقابلةً في التقويم الميلادي من یوم 15 نوفمبر 2012.

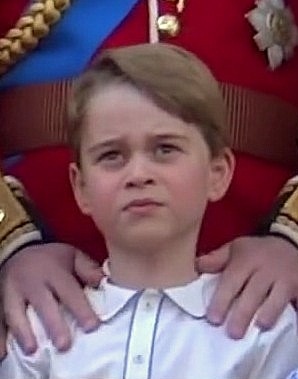
جورج أمير كامبريدج

## أحداث
- 28 ذو الحجة - اغتيال حكيم الله محسود زعيم حركة طالبان باكستان بعد هجمة نفذتها طائرة دون طيار تابعة لوكالة المخابرات المركزية في إقليم وزيرستان بباكستان.
- 26 رمضان - تدشين مصحف البحرين برعاية حكومتها.[2]

## مواليد
- جورج أمير كامبريدج

## وفيات
- 12 شوال - مساعد بن عبد العزيز آل سعود، أمير سعودي.
- أحمد عبد العال
- أحمد أبو زيد
- أحمد الريان
- أحمد الطيب العلج
- أحمد رشدي
- أسامة الباز
- أولغا أروسيفا
- إبراهيم يوسف
- المصطفي ولد محمد السالك
- با مامادو إمباري
- بدر بن عبد العزيز آل سعود
- برونو ميتسو
- ياسين بقوش
- تركي بن سلطان بن عبد العزيز آل سعود
- هوغو تشافيز
- توفيق صالح
- تومويوكي دان
- جمال البنا
- جمال نصر الإسلام
- جوليو أندريوتي
- جيا خان
- جيلما سانتوس
- جيلمار
- حسام الآلوسي
- حسن شحاتة (رجل دين)
- حسن مضياف
- حسين أمين
- خنساء فلسطين
- دنيس فارينا
- رتيبة الحفني
- رجب الماجري
- رمسيس زخاري
- ريشما
- زهير الشاويش
- سبعاوي إبراهيم التكريتي
- سطام بن عبد العزيز آل سعود
- سعيد الدعجاني
- سعيد مراغة
- سليمان العيسى
- شعبان حسين
- شكري بلعيد
- شهرزاد (ممثلة)
- صباح عبيد
- صبحي السامرائي
- صلاح عبد الغفور
- طارق المكي
- طارق حبيب
- طلحت حمدي
- عبد الحميد السراج
- عبد الحميد كرمالي
- عبد الرحمن السميط
- عبد الرحيم الكومري
- عبد السلام المسماري
- عبد السلام ياسين
- عبد الغفار مكاوي
- عبد الله بن محمد الشهراني
- عبد الملك بن دهيش
- علال بن قصو
- علي خشان
- علي كافي
- عمار الشريعي
- عوض عبيدة
- عياض الدين أحمد
- غسان موسى كاظم
- فريد عبد الخالق
- فوزية بنت فؤاد الأول
- فون نجوين جياب
- فيصل بن سعود بن عبد العزيز آل سعود
- قاضي حسين أحمد
- كريستيان بينيتيز
- لورنس كلين
- لونيس ماتام
- ليلى الجبالي
- مارغريت ثاتشر
- محمد الخليوي
- محمد السيد ندا
- محمد الشيخ نجيب
- محمد العزبي
- محمد براهمي
- محمد بن زارع العمري
- محمد بن عبد الله السبيل
- محمد سعيد رمضان البوطي
- محمد ضياء الدين الصابوني
- محمد ظل الرحمن
- محمد نايف الدليمي
- محمد يسري سلامة
- محمود أبو زيد (ممثل)
- محمود سالم
- محمود علي مكي
- محي الدين عبد المحسن
- مصطفى عبد القادر النجار
- منصور حسن
- نبيل الهجرسي
- ناصر الدين النشاشيبي
- نورمان شوارتسكوف
- هيلين توماس
- وحيد سيف
- وديع الصافي
- يحيى الحيمي
- يوسف سليمان

- 28 ذو الحجة - حكيم الله محسود، زعيم حركة طالبان باكستان.